# Банда Николая Курдина
Банда Николая Курдина — преступное формирование, осуществлявшее в период с октября 1992 по октябрь 1993 года на территории Москвы махинации с квартирами, убивая их владельцев. Всего в ходе следствия было доказано 11 убийств. Стало одной из первой группировок «чёрных риелторов» в столице и на территории России после распада СССР.

## Предыстория
Основателем и лидером банды являлся Николай Юрьевич Курдин (род. 24 июня 1968, Москва, РСФСР, СССР). В октябре 1992 года 24-летний Курдин основал индивидуальное частное предприятие «Благотворительный центр Хэлп», основным направлением деятельности которого являлась купля-продажа квартир у населения. Под прикрытием «Благотворительного центра Хэлп», Кудрин вскоре создал преступное формирование, членами которого стали его знакомые 21-летний Сергей Сидоров (род.  26 октября 1971, Подольск, Московская область, РСФСР, СССР), 20-летний лезгин Тельман Сайфаев (род. 10 мая 1972, Москва, РСФСР, СССР), 24-летний Максим Серов (род. 22 марта 1968, Москва, РСФСР, СССР), 26-летний Юрий Фроленко (род. 23 апреля 1966, поселок Салтыковка, Московская область, РСФСР, СССР) и 24-летний Борис Варганов (род. 29 октября 1968, поселок Никольское, Московская область, РСФСР, СССР). Все на момент создания преступного формирования являлись не судимыми лицами. Организатором всех преступлений банды являлся Николай Курдин. При совершении всех махинаций с квартирами и последующими убийствами их владельцев он разрабатывал планы нападений, осуществлял руководство членами банды, предоставлял информацию об адресах потенциальных жертв и вывозил их на места готовящихся преступлений для ознакомления с обстановкой и самими жертвами. Роль исполнителей убийств Николай Кудрин возложил на Тельмана Сайфаева и Сергея Сидорова. В обязательства Максима Серова входил поиск граждан Москвы, которые намеревались продать свои квартиры и работа водителем, осуществлявшем перевозку участников банды к местам совершения преступлений. Роль Юрия  Фроленко и Бориса Варганова в банде сводилась к приобретению огнестрельного оружия для членов банды. Так осенью они сумели приобрести автомат АК-74 с номером №270745, пистолет системы «Маузер»,  револьвер системы «Наган» с номером  №56094, автомат АКС-74 и 424 патрона к ним. Кроме этого, Фроленко и Варганов обязаны были поддерживать оружие в исправном техническом состоянии, производить отстрел оружия, изготавливать самодельные глушители к ним и осуществлять его хранение за пределами Москвы

## Убийства
Первое убийство было совершено 9 апреля 1993 года. Жертвой банды стал житель Москвы по фамилии Коровкин, с которым был знаком Максим Серов. Коровкин проживал в одиночестве и злоупотреблял алкогольными напитками. В начале апреля Серов узнал о его намерении продать свою квартиру и сообщил об этом Курдину, который попытался склонить Коровкина на заключение договора купли-продажи квартиры, но сделать этого не смог, после чего принял решение убить его и завладеть его квартирой, рыночная стоимость которой составляла 11 500 000 рублей. 9 апреля 1993 года Курдин поручил Тельману Сайфаеву и Сергею Сидорову совершить убийство Коровкина. Позже в тот же день, Максим Серов привёл их в квартиру Коровкина, после чего сразу ушел. Сидоров и Сайфаев, удостоверившись, что Коровкин находится в квартире один, совершили на него нападение, в ходе которого повалили его на пол и задушили верёвкой. Поздно ночью они вынесли труп Коровкина из квартиры на последний этаж дома, затащили на чердак и подожгли. Паспорт убитого Сайфаев на следующий день передал Николаю Курдину, который в период с 9 по 13 апреля 1993 года изготовил фальшивую доверенность, согласно которой Коровкин передал ему право приватизации и продажи принадлежащей ему квартиры. Используя похищенный паспорт и подложную доверенность, Курдин, выступая как доверенное лицо Коровкина, оформил впоследствии заявление и договор передачи квартиры в собственность в РЭП-18 Северо-Восточного административного округа города Москвы, а 13 апреля 1993 года представил документы в «Департамент муниципального жилья», после чего незаконно оформил приватизацию квартиры Коровкина и стал ее владельцем. 14 апреля 1993 года Курдин продал ее некому Гонибову за 7 300 долларов США, нарушив при этом Закон Российской Федерации от 9 октября 1992 года «О валютном регулировании и валютном контроле». Труп Коровкина был обнаружен только лишь 27 мая того же года в состоянии крайней степени разложения. Через несколько дней после совершения убийства Коровкина Серов передал информацию Курдину о некоем Зюзикове, который был одиноким мужчиной, также злоупотреблявшим алкогольными напитками. Познакомившись с ним, Курдин 21 апреля 1993 года сумел уговорить его заключить договор купли-продажи его квартиры. Во время составления договора, Курдин умышленно не включил в него пункт о его праве пожизненного проживания в указанной квартире. Узнав об этом, Зюзиков вскоре начал угрожать Курдину, после чего он распорядился убить его. В ночь на 30 апреля 1993 года Сергей Сидоров и Тельман Сайфаев проникли в квартиру Зюзикова, где убили его с особой жестокостью. Орудием убийства послужил металлический прут, которым Зюзикова сперва избили, после чего забили его в лобно-височную область головы Зюзикова, нанеся ему черепно-мозговую травму, от последствий которой он вскоре скончался. Труп Зюзикова Сайфаев и Сидоров как и в случае с трупом Коровкина перетащили на чердак. Завладев квартирой Зюзикова, Николай Курдин 30 апреля 1993 года успешно продал ее жительнице Москвы по фамилии Беднякова за 14 000 долларов США, эквивалентных 11 522 000 рублей. За совершение убийства Сайфаев и Сидоров получили от Курдина материальное вознаграждение по 3 тысячи долларов США.
Следующими жертвами преступников стали супруги Морозовы. В конце апреля 1993 года с целью завладения их квартирой Николай Курдин успешно склонил пожилых супругов к заключению договора купли-продажи с правом их пожизненного проживания. После заключения договора Морозова скоропостижно умерла от естественных причин, а у ее супруга случился инсульт, в результате чего он оказался парализованным. В связи с этим, Николай Курдин был вынужден для ухода за тяжелобольным Морозовым нанять некоего Нечитайлова. Однако в конце мая того же года, Кудрин, не желая более выполнять взятые на себя обязательства по уходу за инвалидом, совместно со своими сообщниками принял решение убить Морозова и Нечитайлова. 5 июня 1993 года Николай Кудрин привез к дому Морозова Тельмана Сайфаева и Сергея Сидорова. После того, как Сидоров и Сайфаев проникли в квартиру, они избили Нечитайлова и задушили веревкой его и парализованного Морозова. С целью сокрытия совершенного преступления, исполняя указания Курдина, Сидоров и Сайфаев облили трупы убитых горючей жидкостью и подожгли. Начавшийся пожар впоследствии был ликвидирован без особого вреда квартире. Избавившись таким образом от обязательств, прописанных в договоре купли-продаже, Курдин после смерти Морозовых получил возможность продать их квартиру. 8 июля того же года она была куплена сожительницей Курдина Павлюткиной за 4 миллиона рублей. За убийства Морозова и Нечитайлова Сайфаев и Сидоров получили вознаграждение от Курдина в размере 5000 долларов.
Следующей жертвой банды стал житель Москвы по фамилии Канищев. Как и все предыдущие жертвы преступников, Канищев был пожилым и одиноким мужчиной. Войдя в доверие к Канищеву, Максим Серов узнал о его намерении продать квартиру, после чего сообщил об этом Курдину. В этот период в фирму Николая Курдина обратилась некая Шармина, которая пыталась приобрести жилье на территории Москвы. В ходе знакомства с женщиной Курдин предложил ей приобрести квартиру Канищева, на что она ответила согласием. 23 июня 1993 года между Канищевым и Шарминой был заключен договор купли-продажи квартиры, где Николай Кудрин выступил посредником. После продажи Шармина передала Кудрину 15 000 долларов США, однако он не имел намерений отдавать эти деньги Канищеву, после чего дал распоряжение Тельману Сайфаеву и Сергею Сидорову о его убийстве. 24 июня 1993 года Курдин получил от Юрия Фроленко автомат АК-74 с глушителем, после чего передал его Тельману Сайфаеву и отвез его вместе с Сидоровым к дому Канищева. В этот момент в квартире Канищева находились его знакомые по фамилии Макарчев и Кириллин. Войдя в квартиру, Курдин предложил Макарчеву и Кириллину выпить в ресторане, после чего вышел с ними на улицу. Этим обстоятельством воспользовались Сайфаев и Сидоров. Ворвавшись в квартиру Канищеву, они задушили его, после чего стали дожидаться возвращения Макарчева и Кириллихина. После их возращения, Тельман Сайфаев расстрелял обоих мужчин в подъезде дома из автомата, произведя не менее трёх выстрелов в Макарчева и не менее девяти выстрелов в Кириллина. Совершив убийства, преступники скрылись с места преступления вместе с Курдиным на его машине. Орудие убийства Курдин передал обратно на хранение Юрию Фроленко. 29 июля того же года жертвой бандитов стал житель Москвы по фамилии Семеновский, которому Юрий Фроленко не вернул долг в размере 12 000 долларов. Во время займа весной 1993 года Николай Курдин выступил перед Семеновским гарантом возврата долга. В июле Семеновский начал угрожать расправой Фроленко и Николаю Курдину, после чего он принял решение его убить. 29 июля 1993 года Серов и Курдин доставили на  автомобиле к дому Семеновского Сайфаева и Сидорова, вооруженных пистолетом системы «Маузер» с глушителем, переданным им Фроленко. После звонка в дверь квартиры, Семеновский вышел к своим убийцам на площадку первого этажа многоквартирного дома, где Сидоров произвел два выстрела из пистолета в Семеновского и убил его. Преступники успешно скрылись с места преступления. Орудие убийства Курдин возвратил Юрию Фроленко, приказав ему избавиться от него, после чего Фроленко сбыл пистолет  неустановленным лицам. За совершения убийства Семеновского Кудрин заплатил Сайфаеву и Сидорову 3 000 долларов США на двоих.
В конце сентября 1993 года Максим Серов познакомился с двумя жительницами Москвы Минаевыми, которые долго и безуспешно пытались продать квартиру. Выступая посредником во время купли-продажи квартиры от имени Минаевых, Николай Курдин нашел гражданку Цепалову, которая согласилась купить квартиру Минаевых за 12 000 долларов США, однако при условии, что посредником с ее стороны выступит ее знакомый по фамилии Дадайкин. После этого, Курдин совместно с Тельманом Сайфаевым и Сергеем Сидоровым принял решение об убийстве Дадайкина. Вечером 26 сентября 1993 года Николай Курдин пригласил Дадайкина в офис своей фирмы «Хелп», где умышленно довел его до состояния алкогольного опьянения, после чего совместно с Сайфаевым и Сидоровым на принадлежащей Курдину рано 27 сентября 1993 года вывез Дадайкина в лесной массив Балашихинского района Московской области, где Тельман Сайфаев нанес Дадайкину ножом не менее четырех ударов в область затылка и шеи, а Сергей Сидоров несколько ударов в по голове металлическим уголком, в результате чего Дадайкин умер. С целью сокрытия следов преступления  Сайфаев и Сидоров облили труп Дадайкина бензином, после чего подожгли. Через два дня после убийства, 29 сентября 1993 года, Курдин обещая передать Дадайкину деньги, обманным путем получил 12 000 долларов США от Цепаловой, однако своих обязательств по данной сделке не выполнил и присвоил всю сумму себе, заявив впоследствии Цепаловой о том, что деньги он якобы передал Дадайкину, который вместе с ними скрылся и пропал без вести. За совершение убийства Дадайкина тельман Сайфаев и Сергей Сидоров получили материальное вознаграждение в размере 3000 долларов на двоих. 
В октябре 1993 года Максим Серов познакомился с жителем Москвы по фамилии Розенблюм, который искал покупателя на свою квартиру. В последующие дни, Николай Курдин предложил одному из своих клиентов, некоему Бескину приобрести квартиру Розенблюма, на что он ответил согласием, при этом Курдин поручился выступить посредником во время оформления договора купли-продажи. 22 октября 1993 года  договор купли-продажи квартиры был составлен в квартире Розенблюма, согласно которому Бескин заплатил за квартиру 36 000 долларов США эквивалентных 32 211 000 рублей. Розенблюм 9 000 долларов оставил себе, а 27 000 долларов передал Курдину, который взял на себя обязательство перевести их в Израиль родственникам Розенблюма. Получив крупную сумму денег, Курдин совместно с сообщниками принял решение об убийстве Розенблюма и его сожительницы по фамилии Сорока. Убийства были совершены 28 октября 1993 года. Сергей Сидоров и Сайфаев, вооруженные револьвером системы «Наган», переданным им Юрием Фроленко, явились в квартиру потерпевших, где Сайфаев застрелил Розенблюма и его сожительницу. Орудие убийства Сидоров и Сайфаев полсле этого передал и обратно Фроленко, который на следующий день избавился от него.

## Арест, следствие и суд
Николай Курдин и члены его банды попали под внимание правоохранительных органов в середине 1993 года, после того как в милицию обратились супруги Алексеевы. Согласно их заявлению, в октябре 1992 года Курдин, имея намерение завладеть их квартирой предложил супругам продать ему квартиру с правом их пожизненного проживания и с условием оказания им ежемесячной материальной помощи, на что они ответили согласием. Получив согласие Алексеевых, Курдин во время составления договора обманным путем получил подписи Алексеевых на чистых бланках нотариальных доверенностей, после чего изготовил поддельные доверенности от имени Алексеевых на свое имя и на право продажи квартиры. В последующие дни он также, обманным путем завладел паспортами супругов, их свидетельством о праве собственности на жилище и 5 марта 1993 года успещно продал квартиру без их согласия жителю Москвы по фамилии Старовойтов. Денег за квартиру Курдин Алексеевым не передал, причинив им материальный ущерб и лишив их жилья, стоимость которого составляла не менее 11 500 000 руб. В это же время в милицию обратилась женщина по фамилии Еремина, которая заявила что являлась любовницей Коровкина, одной из жертв банды. Еремина утверждала, что 9 апреля 1993 года вечером пошла к нему домой, но дверь ей никто не открыл. Через несколько дней она встретила Максима Серова, который заявил ей,  что Коровкин продал свою квартиру и дал номер телефона Николая Курдина, который в свою очередь сообщил Ереминой о том, что деньги за квартиру он Коровкину вручил около магазина без свидетелей. Гонибов, который приобрел квартиру Коровкина в ходе расследования уверенно опознал Курдина как человека который продал ему квартиру. Гонибов утверждал, что Коровкина никогда не видел, однако его паспорт находился у Курдина. Брат другой жертвы Зюзикова В.И. рассказал сотрудникам правоохранительных органов о том, что о гибели своего брата он узнал от Николая Курдина, который попросил его вывезти вещи брата из квартиры. Они договорились это сделать якобы через два дня после встречи, однако когда Зюзиков  приехал к дому брата, оказалось, что его вещи уже были выброшены на помойку. Гражданка Беднякова, которая приобрела квартиру Зюзикова, заявила милиции в ходе расследования о том, что во время покупки квартиры в ней был еще  прописан Зюзиков, но Курдин заверил ее в том, что проблем с выпиской не будет, т.к. Зюзиков якобы собирался уезжать из Москвы в деревню, и через некоторое время показал ей справку о том, что в квартире никто не прописан. По словам Бедняковой, когда она пошла прописываться  в РЭУ, ей сообщили, что Зюзиков не выписан, а убит. Сожительница Кудрина — Павлюткина во время расследования убийств Морозова и Нечитайлова заявила следователям о том, что квартиру Морозова ей предложил приобрести Курдин. Квартиры она не видела и оформлением всех остальных документов по ее словам занимался Курдин. Дочь жертвы по фамилии Розенблюм заявила милиции, что ее отец и его вторая жена Сорока хотели продать свою квартиру и выехать в Израиль. Согласно ее показаниям, 27 октября 1993 года он позвонил им с братом в Израиль и заявил, что продал квартиру с помощью Николая Курдина, который должен был перевести им деньги в Израиль, однако деньги так и не были переведены. Житель Москвы Бескин, который купил квартиру  Розенблюма, заявил сотрудникам правоохранительных органов о том,  Розенблюм незадолго во время сделки о продаже квартиры рассказал ему о том, что Кудрин вскоре перешлет деньги в Израиль. По словам Бескина, через несколько дней он позвонил Розенблюму. Во время телефонного разговора он сообщил бескину, что Кудрин деньги до сих пор не перевел. Вскоре он поехал на квартиру Розенблюма, где узнал о том, что Розенблюм и его сожительница были убиты.
После того, как правоохранительные органы установили, что имя Курдина фигурировало в ряде случаев, когда жители Москвы пропадали без вести или найдены были убитыми после продаж своих квартир, Николай Курдин и члены его банды были арестованы 30 октября 1993 года. Во время ареста, у Курдина были изъяты 14 патронов калибра 5.45 мм, у Серова в квартире были обнаружены два патрона калибра 5.45 мм и гранатомётный выстрел для стрельбы из автоматического гранатомета АГС-17, а у Тельмана Сайфаева во время ареста была обнаружена марихуана в количестве 51 грамма. Кроме них в тот же день были арестованы Юрий Фроленко и Максим Серов. Последний член банды Борис узнав об аресте Курдина скрылся, после чего был объявлен в розыск. Варганов был арестован на территории Московской области только лишь в марте 1994 года. Во время ареста у него был изъят пистолет системы «ТТ» и восемь патронов к нему калибра 7.62 мм, который он приобрел на Курском вокзале Москвы у неустановленных лиц и впоследствии незаконно хранил их по месту своего жительства. После ареста Курдин, Сидоров, Сайфаев, Серов и Фроленко свою вину в совершении убийств не признали. Борис Варганов признал свою вину лишь в незаконном приобретении и хранении пистолета «ТТ». Свою причастность к совершению убийств  и в приобретении оружия для банды он не признал. Юрий Фроленко вскоре начал сотрудничать со следствием и дал показания по каждому эпизоду против других членов банды. Узнав об этом, Тельман Сайфаев и Сергей Сидоров вскоре признались в совершении всех убийств и дали показания против лидера банды — Николая Курдина, который свою вину первоначально отрицал. На допросе Тельман Сайфаев заявил, что с Николаем Курдиным его познакомил Борис Варганов в начале 1993 года. Будучи безработным, Сайфаев занял у Курдина большую сумму денег, которую в апреле того же года своевременно не смог отдать. После этого, согласно показаниям Сайфаева, Курдин предложил ему и Сидорову убить Коровкина взамен возвращения долга. В случае отказа он якобы пригрозил им расправой, которую они восприняли как реальную, в связи с чем согласились совершить убийство. Сайфаев на допросах утверждал, что после первых убийств Кудрин предложил им работать вместе с ним и совершать убийства за материальное вознаграждение, на что они ответили согласием. Николай Курдин после того, как сообщники дали против него показания, также выразил желание сотрудничать со следствием. Он в конечном итоге признал свою роль в планировании махинаций с квартирами и убийств их владельцев, однако заявил, что все убийства были совершены Сайфаевым и Сидоровым лично при участии Максима Серова, в то время как он якобы сам никогда непосредственного участия в этом никогда не принимал. Косвенным доказательством причастности банды к совершению убийств стало обнаружение автомата АК-74 с номером №270745 с 40 патронами. Оружие было найдено у некоего Сальникова, который заявил что приобрел его у Юрия Фроленко в конце лета 1993 года. Результаты криминалистическо-баллистической экспертизы гильз и пуль, обнаруженных на месте совершения убийств Кириллина и Маркачева установили, что они были застрелены из этого автомата. Свидетель убийства Розенблюма Манапова после ареста Сайфаева и Сидорова опознала их в качестве убийц Розенблюма, которых она видела в подъезде перед тем, как они вошли в квартиру убитого. Незадолго до открытия судебного процесса все участники банды, включая Николая Курдина отказались от своих показаний и заявили о своей невиновности. Кудрин утверждал, что ксерокопии всех имеющихся в материалах дела протоколов его допросов сфабрикованы, по эпизоду убийства Коровкина его труп не был опознан, а в совершении убийства зюзикова на предварительном следствии признались некие Чумаков, Зверев и Орлов, показаниям которых следствие не дало надлежащую оценку. Сайфаев и Сидоров утверждали, что улики, изобличающие их в совершении убийств были сфабрикованы. Доказательства их причастности к убийствам основаны на противоречивых показаниях, данных другими лицами на предварительном следствии под физическим воздействием со стороны работников милиции. По эпизоду убийства Дадайкина существовали противоречия, содержащиеся в выводах судебно-медицинской экспертизы и первоначальных их показаниях о механизмах образования у убитого телесных повреждений. Показания матери Дадайкина об имевших ранее место случаях избиения и похищения ее сына следствие по мнению Сайфаеву не дало надлежащую оценку.
Однако собранная следствием доказательственная база была признана исчерпывающей, вследствие чего на судебном процессе 29 февраля 1996 года Николай Курдин и члены его банды были признаны виновными, после чего суд назначил Курдину, Тельману Сайфаеву и Сергею Сидорову уголовное наказание в виде смертной казни. Юрий Фроленко и Максим Серов получили по 8 лет лишения свободы с конфискацией имущества. Борис Варганов, чья роль в совершении преступлений судом была признана незначительной, был приговорен к 2 годам и 3 месяцам лишения свободы. После суда преступники направили в Верховный суд Российской Федерации  кассационную жалобу, однако судебная коллегия по уголовным делам Верховного суда Российской Федерации 26 мая 1997 года в ходе ее рассмотрения оставила приговоры всем членам банды без изменения.

## В заключении
В 1999 году Николай Курдин, Сергей Сидоров и Тельман Сайфаев указом Президента Российской Федерации от 3 июня 1999 года № 698 были помилованы, смертная казнь им была заменена пожизненным лишением свободы. Достоверных сведений о дальнейшей судьбе Николая Курдина и Сергея Сидорова нет. Тельман Сайфаев после помилования был этапирован для отбытия наказания в «Исправительную колонию № 2 с особыми условиями хозяйственной деятельности Главного управления Федеральной службы исполнения наказаний по Пермскому краю», более известную как Белый лебедь. В 2020 году он в судебном порядке пытался оспорить указ Президента РФ о помиловании, настаивая на том, что указ не был официально опубликован для всеобщего сведения, в связи с чем не подлежал применению, а Президент Российской Федерации, не являясь органом судебной власти, заменяя ему смертную казнь — превысил свои полномочия. Сайфаев утверждал, что  на момент совершения им преступления и вынесения приговора закон предусматривал замену смертной казни в порядке помилования на срок 15 лет, а назначение судом наказания в виде пожизненного лишения свободы за те преступления, виновным в совершении которых он признан по приговору суда, законом не было предусмотрено. Также он предоставил копию акта, составленного 3 августа 1997 года администрацией учреждения ИЗ-48/2 города Москвы в присутствии прокурора и удостоверенный им, в котором сообщалось что Сайфаев добровольно отказался обратиться к Президенту Российской Федерации с ходатайством о помиловании. Однако иск Сайфаева был отклонен. Помимо этого, Тельман Сайфаев в разные годы подал около 10 исков на общую сумму более 1 миллиона рублей против администрации колонии, пытаясь оспорить запрет на занятие физическими упражнениями во время прогулок, запрет на переключение телеканалов, пытаясь получить материальную компенсацию за отсутствие горячей воды в камерах и многое другое, в связи с чем, в 2025 году, спустя почти 32 года после ареста он приобрел вторую волну известности. В 2024 году 52-летний Тельман Сайфаев обвинил администрацию тюрьмы в отказе оказания ему полноценной стоматологической помощи и в нарушении санитарных норм во время пандемии COVID-19, вследствие чего он заболел. Сайфаев утверждал, что за 25 лет пребывания в колонии ему удалили 11 зубов без предложения лечения, ограничиваясь лишь экстренными мерами при болях. ГУФСИН по Пермскому краю опровергло это, заявив, что все процедуры проводились по медицинским показаниям, а Сайфаев добровольно отказался от платного протезирования. Сайфаев требовал материальную компенсацию за причиненные ему страдания в размере 600 000 рублей, однако в апреле 2025 года суд частично удовлетворил иск Сайфиева, обязав администрацию тюрьмы выплатить ему 30 тысяч рублей.